# (35823) 1999 JQ52
1999 JQ52 (asteroide 35823) é um asteroide da cintura principal. Possui uma excentricidade de 0.17927370 e uma inclinação de 3.47736º.
Este asteroide foi descoberto no dia 10 de maio de 1999 por LINEAR em Socorro.